# Eva Petrová
Eva Petrová (2. prosince 1928 Praha – 27. února 2012 Praha) byla česká výtvarná kritička, kurátorka, teoretička a historička umění, grafička, spisovatelka a básnířka.

## Život
V letech 1948–1953 vystudovala na Filozofické fakultě Univerzity Karlovy dějiny umění (prof. Jan Květ, Jaroslav Pešina) a estetiku (prof. Jan Mukařovský) a obhájila zde rigorózní práci Kresby Alšova mládí (1953, PhDr.) a kandidátskou dizertaci Figurální obraz v počátcích obrození; Charakter a proměny hlavních tendencí (1961, CSc.).
V letech 1953–1972 byla vědeckou pracovnicí Ústavu teorie a dějin umění ČSAV v Praze, 1964–1970 členkou výstavní komise Galerie Václava Špály (v době, kdy ji vedl Jindřich Chalupecký). V šedesátých letech připravila Výstavu mladých ke kongresu AICA (Brno, 1966), výstavu Zdeny Fibichové ve Vídni (1969) a výstavu Nová figurace (Mánes, 1969, znovu po roce 1989 Litoměřice, Brno, Opava, 1993–1994). Na počátku normalizace byla z ÚTDU ČSAV propuštěna. Od roku 1972 působila ve svobodném povolání jako výtvarnice a spisovatelka. Za normalizace uvedla výstavy Olgy Čechové (Mělník, 1972), Jaroslava Šerých (Opatov, 1984) a Rudolfa Němce (G. bratří Čapků, 1987). Po roce 1989 se podílela na koncipování výstavního programu Severočeské galerie výtvarného umění v Litoměřicích.
Byla hlavní teoretičkou skupiny Trasa. Byla členkou, v letech 2005–2009 předsedkyní, výtvarného odboru Umělecké besedy, členkou SČUG Hollar, PEN klubu a Mezinárodní asociace výtvarných kritiků (AICA). Působila v redakční radě časopisu Kámen. Publikovala v časopisech Umění, Výtvarné umění, Ateliér, Výtvarná práce, Zlatý máj, Literární noviny, Sešity pro mladou literaturu, ad. Je autorkou hesel v Nové encyklopedii českého výtvarného umění a přispěla do sborníků ke 200. výročí Velké francouzské revoluce (1990), Česká kultura na přelomu 50. a 60. let (1992) a do souboru článků Zakázané umění II.
Jejím partnerem a spolupracovníkem byl teoretik umění Luděk Novák (1929–1978).

## Dílo
Ve své odborné práci se po více než padesát let věnovala problematice českého umění od 19. století až po výklad projevů českého moderního a současného umění v evropských souvislostech. Monograficky zpracovala dílo malířů Františka Tkadlíka, Dalibora Matouše, Karla Valtera, sochařů Vladimíra Preclíka a Zdeňka Šimka, grafika Oldřicha Kulhánka a skupiny 42 i jejích jednotlivých členů – Jana Smetany, Františka Hudečka, Františka Grosse. Z evropského moderního umění se podrobně zabývala dílem Maxe Ernsta, Pabla Picassa, Fernanda Légera, Nicolase Poussina, Eugèna Delacroixe, Joana Miró. Jako jedna z mála českých historiků umění se soustavně věnovala také dějinám výtvarné teorie a kritiky.
Podílela se na tvorbě encyklopedií: Nová encyklopedie českého výtvarného umění, Academia, 1995 a Dodatky, 2006, Dějiny českého výtvarného umění 1780–1890 (III/1), Academia, 2001 (kapitoly: figurální malba klasicismu, raný romantismus, počátky výtvarné kritiky, sochařství klasicismu), Dějiny českého výtvarného umění 1939–1958 (V) (kapitola: Skupina 42), publikace České ateliéry / Czech studios (71 umělců současnosti / 71 contemporary artists ), Art CZ, Praha 2005.
Její vlastní dílo zahrnuje povídky a novely (Královská paštika, 1981, Jablko nesmrtelnosti, 1995) a prozaická díla (Cesty oka, Týden cesty, nakl. Pražská imaginace 1992 a 1993) i poezii (Na zelenou přecházím, Akropolis 1999). Napsala také libreto k opeře Emila Viklického Faidra (2000) a rukopis na drama Théseus (nevydáno).